# Alireza Haghighi
Alireza Haghighi (Teheran, 2 mei 1988) is een Iraans voetballer die sinds 2012 speelt bij het Russische Roebin Kazan. In 2010 debuteerde hij in het Iraans voetbalelftal.

## Clubcarrière
Op zijn zestiende kwam Haghighi bij het eerste elftal van Persepolis FC in zijn eigen land. Op 17 oktober 2006 maakte hij zijn debuut en stopte hij een strafschop van zijn landgenoot Ali Daei, de recordinternational van Iran. Verder speelde Haghighi tijdens zijn eerste seizoen weinig wedstrijden, omdat hij pas derde keeper was. Aan het einde van het seizoen 2006/07 verlengde hij wel zijn contract bij de club. Tijdens het seizoen 2007/08 speelde Haghighi zelfs geen enkele wedstrijd in het eerste elftal, maar in 2008/09 waren de eerste en tweede doelman van Persepolis allebei vaak geblesseerd. Daardoor speelde hij dat seizoen 20 competitiewedstrijden en ook in de daaropvolgende drie seizoenen kreeg hij meer speeltijd dan in zijn eerste twee jaren. Op 9 januari vertrok Haghighi naar Rusland, waar hij voor de club Roebin Kazan ging spelen. Twee seizoenen lang kwam hij niet aan spelen toe, waarna hij voor het seizoen 2013/14 werd verhuurd aan Persepolis. Van januari tot juni 2014 speelde hij bij het Portugese Sporting Covilhã, waar hij twaalf wedstrijden speelde en met zijn medespelers degradatie voorkwam.

## Interlandcarrière
Haghighi heeft vanaf Iran onder 15 bijna alle verschillende nationale jeugdelftallen doorlopen. Met Iran onder 15 was hij runner-up tijdens het West-Azië onder 15 toernooi in 2002. Met Iran onder 17 nam hij deel aan het Aziatisch Kampioenschap onder 17. In 2006 speelde hij het Aziatisch jeugdtoernooi met Iran onder 20. Verder deed hij in 2006 met Iran onder 23 mee aan de Aziatische Spelen.
In 2010 werd Haghighi voor het eerst opgeroepen voor het eerste elftal van Iran. In 2012 deed hij met zijn land mee aan het West Asian Football Federation Championship 2012. In 2014 werd hij opgenomen in de selectie voor het wereldkampioenschap voetbal 2014 in Brazilië. Haghighi hield zijn doel in de eerste 180 minuten schoon, maar werd in de blessuretijd van de tweede groepswedstrijd toch verslagen door een langeafstandsschot van de Argentijn Lionel Messi.
| Interlands van Alireza Haghighi voor Iran | Interlands van Alireza Haghighi voor Iran | Interlands van Alireza Haghighi voor Iran | Interlands van Alireza Haghighi voor Iran | Interlands van Alireza Haghighi voor Iran | Interlands van Alireza Haghighi voor Iran | Interlands van Alireza Haghighi voor Iran |
| №                                         | Datum                                     | Wedstrijd                                 | Uitslag                                   | Soort wedstrijd                           | Doelpunten                                | Assists                                   |
| Als speler bij Roebin Kazan               | Als speler bij Roebin Kazan               | Als speler bij Roebin Kazan               | Als speler bij Roebin Kazan               | Als speler bij Roebin Kazan               | Als speler bij Roebin Kazan               | Als speler bij Roebin Kazan               |
| ----------------------------------------- | ----------------------------------------- | ----------------------------------------- | ----------------------------------------- | ----------------------------------------- | ----------------------------------------- | ----------------------------------------- |
| 1.                                        | 5 oktober 2011                            | Iran – Palestina                          | 7 – 0                                     | Vriendschappelijk                         | 0                                         | 0                                         |
| 2.                                        | 27 mei 2012                               | Albanië – Iran                            | 1 – 0                                     | Vriendschappelijk                         | 0                                         | 0                                         |
| 3.                                        | 12 december 2012                          | Bahrein – Iran                            | 0 – 0                                     | WAFF Championship                         | 0                                         | 0                                         |
| 4.                                        | 5 maart 2014                              | Iran – Guinee                             | 1 – 2                                     | Vriendschappelijk                         | 0                                         | 0                                         |
| 5.                                        | 18 mei 2014                               | Iran – Wit-Rusland                        | 0 – 0                                     | Vriendschappelijk                         | 0                                         | 0                                         |
| 6.                                        | 8 juni 2014                               | Trinidad en Tobago – Iran                 | 0 – 2                                     | Vriendschappelijk                         | 0                                         | 0                                         |
| 7.                                        | 16 juni 2014                              | Iran – Nigeria                            | 0 – 0                                     | WK 2014                                   | 0                                         | 0                                         |
| 8.                                        | 21 juni 2014                              | Argentinië – Iran                         | 1 – 0                                     | WK 2014                                   | 0                                         | 0                                         |

Bijgewerkt op 23 juni 2014.

## Clubstatistieken
| Seizoen | Club             | Land              | Competitie      | Duels | Goals |
| ------- | ---------------- | ----------------- | --------------- | ----- | ----- |
| 2006/07 | Persepolis FC    | Vlag van Iran     | Iran Pro League | 4     | 0     |
| 2007/08 | Persepolis FC    | Vlag van Iran     | Iran Pro League | 0     | 0     |
| 2008/09 | Persepolis FC    | Vlag van Iran     | Iran Pro League | 24    | 0     |
| 2009/10 | Persepolis FC    | Vlag van Iran     | Iran Pro League | 19    | 0     |
| 2010/11 | Persepolis FC    | Vlag van Iran     | Iran Pro League | 29    | 0     |
| 2011/12 | Persepolis FC    | Vlag van Iran     | Iran Pro League | 17    | 0     |
| 2011/12 | Roebin Kazan     | Vlag van Rusland  | Premjer-Liga    | 0     | 0     |
| 2012/13 | Roebin Kazan     | Vlag van Rusland  | Premjer Liga    | 0     | 0     |
| 2013/14 | Persepolis FC    | Vlag van Iran     | Iran Pro League | 0     | 0     |
| 2013/14 | Sporting Covilhã | Vlag van Portugal | Liga de Honra   | 12    | 0     |
| Totaal  |                  |                   |                 | 105   | 0     |

## Erelijst
Persepolis FC
- Iran Pro League

2007/08
- Hazfi Cup

2009/10 en 2010/11
 Roebin Kazan
- Beker van Rusland

2011/12
- Russische supercup

2012